# Кищиха
Кищиха — річка у Маньківському районі Черкаської області, права притока Гірського Тікичу.

## Опис
Довжина річки 26 км, похил річки — 3,5 м/км. Формується з багатьох безіменних струмків та водойм. Площа басейну 314 км².
Притоки: Маньківка, Бики (праві), Попівка (ліва).

## Розташування
Кищиха бере початок у селі Кищенці. Тече переважно на південний схід у межах Харківки, Малої Маньківки, Тимошівки та Іваньки. У межах Юрпіля впадає у річку Гірський Тікич, ліву притоку Тікичу.

## Галерея

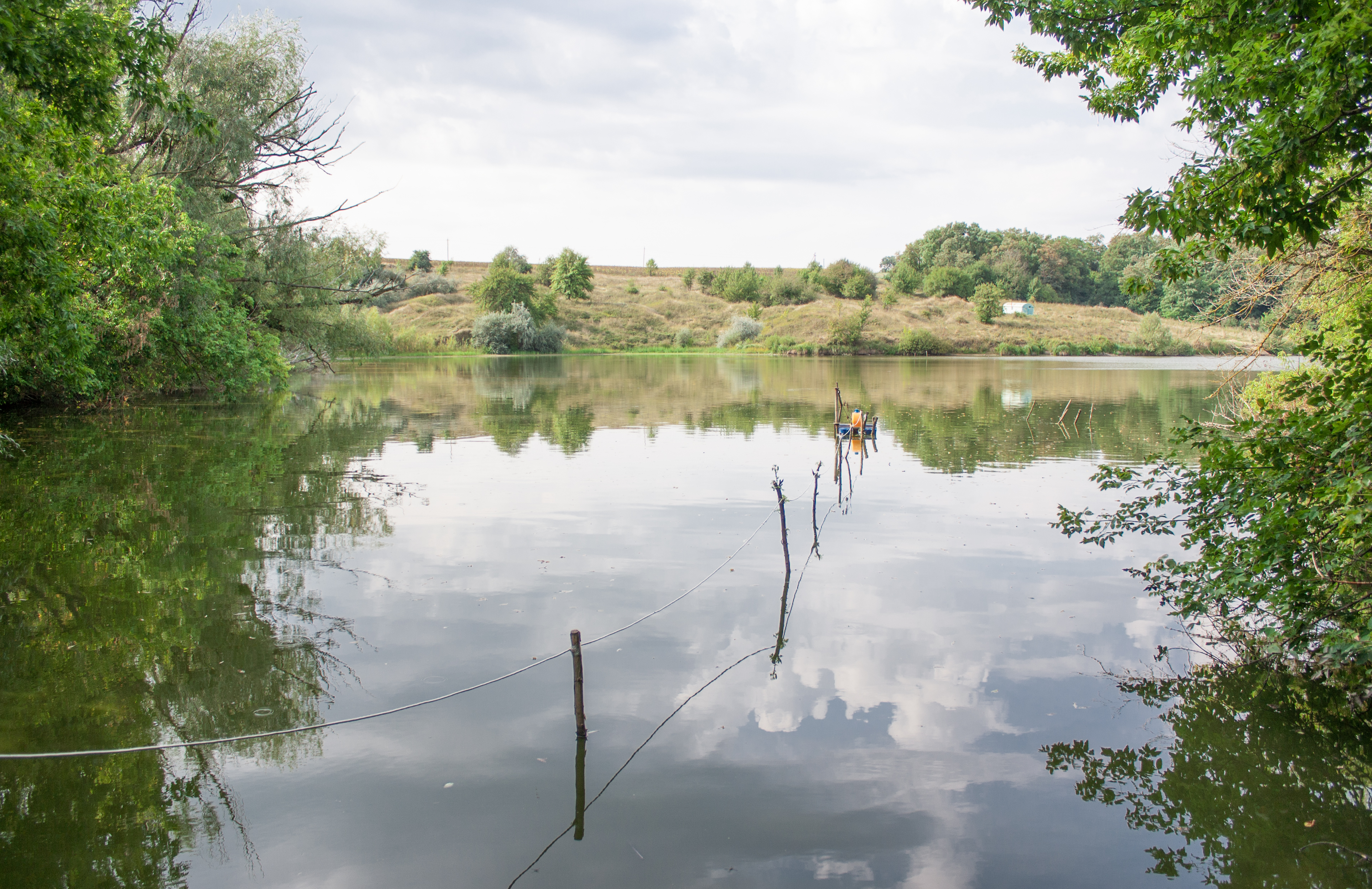
Ставок на річці у селі Мала Маньківка
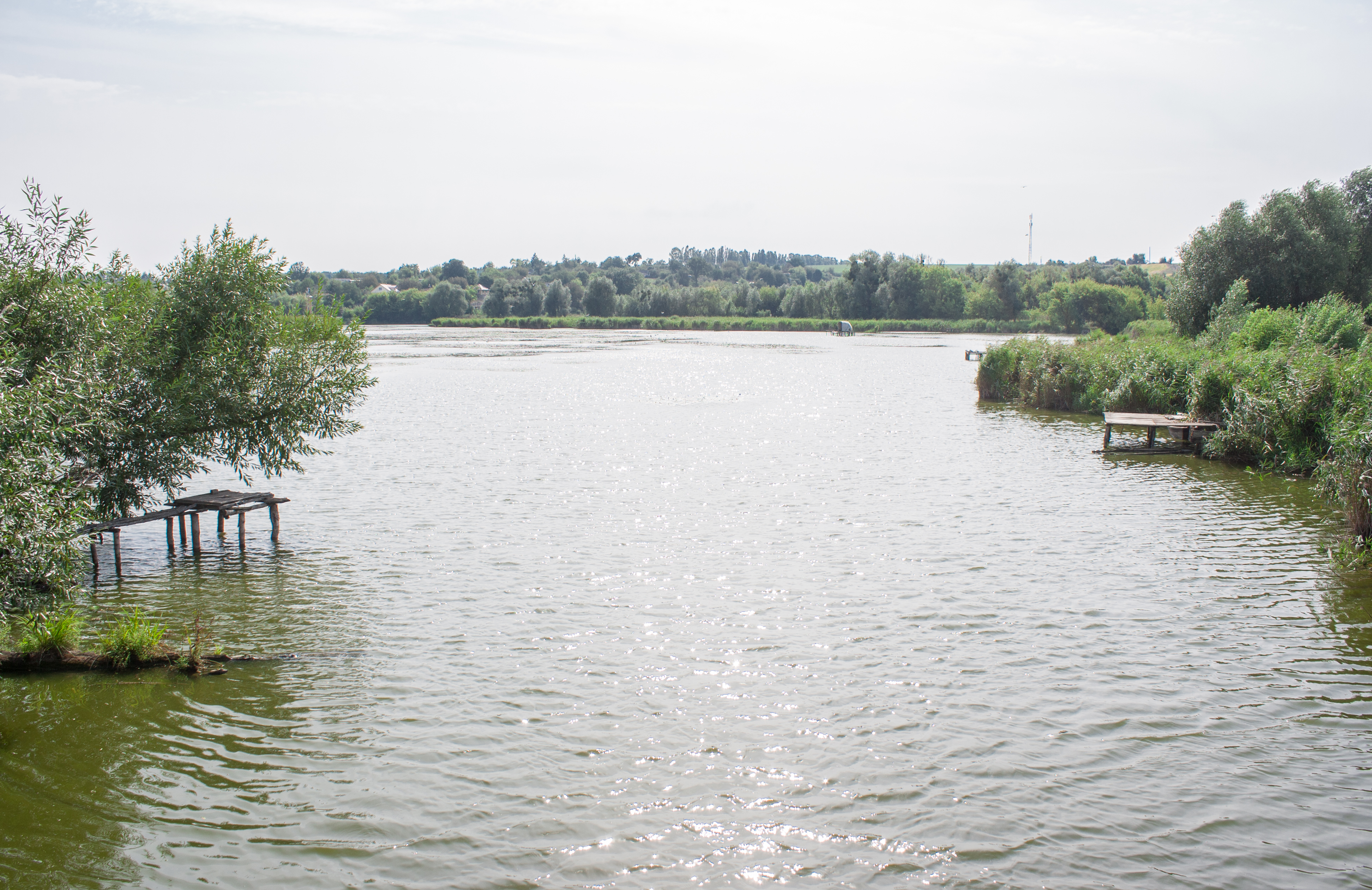
Річка в селі Іваньки
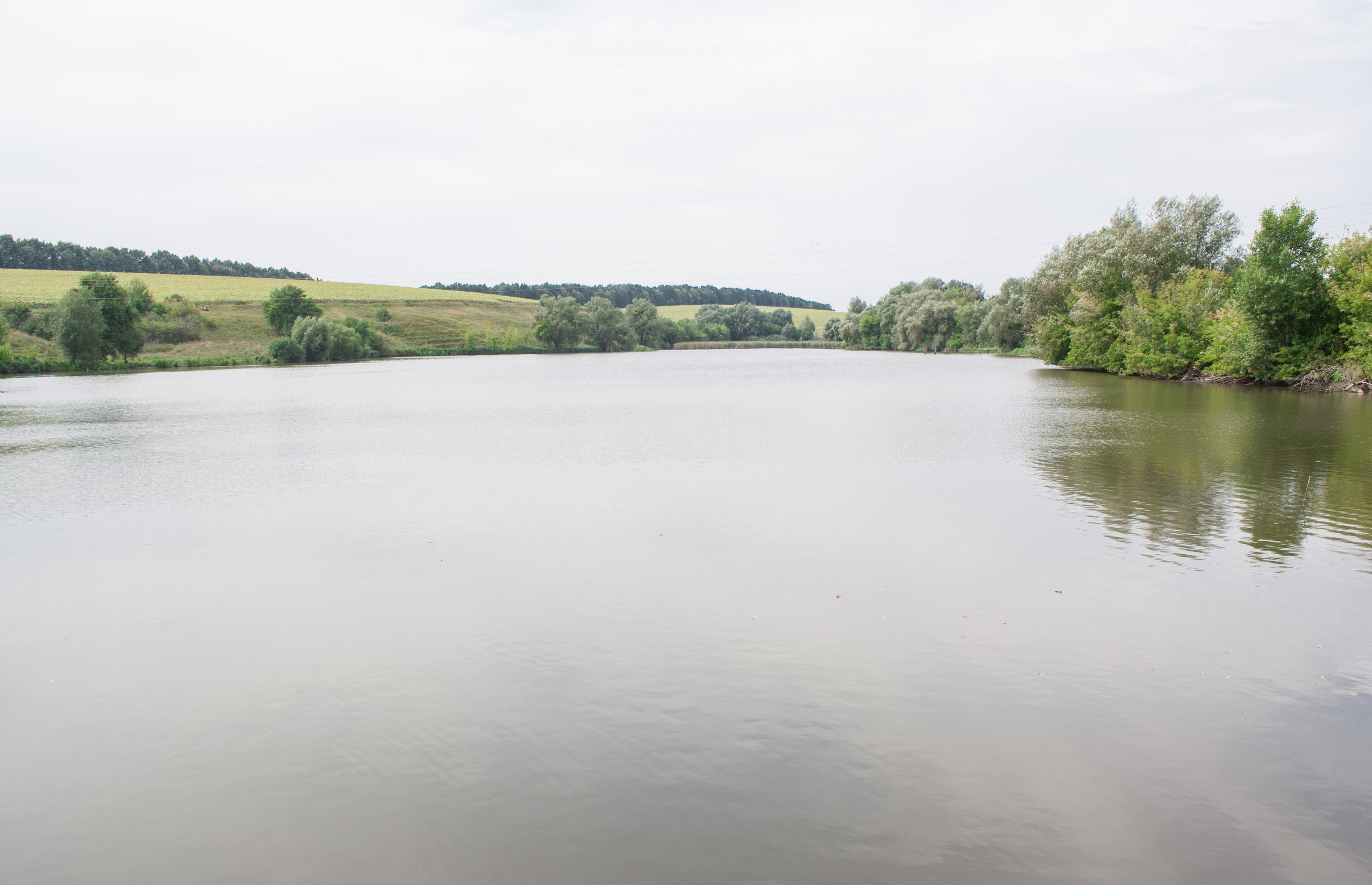
Ставок на річці у селі Юрпіль